# 木江警察署
木江警察署（きのえけいさつしょ）は、広島県豊田郡大崎上島町にある広島県警察が管轄する警察署の1つであったが、2009年（平成21年）3月31日をもって廃止され4月1日より大崎上島町は竹原警察署へ、呉市豊浜町および豊町は広警察署へ管轄変更された。

## 所在地
- 広島県豊田郡大崎上島町木江4952番地1

管轄変更後は竹原警察署大崎上島分庁舎となる

## 管轄区域
廃止時点での管轄区域
- 豊田郡大崎上島町
- 呉市のうち豊浜町・豊町

## 沿革
- 1874年 - 東野村に邏卒分屯所が設置される。
- 1877年7月 - 東野分署に改称し、四日市警察署の管轄下に入る。
- 1878年7月 - 明石方村に移転し、明石方分署に改称する。
- 1880年4月 - 大崎中野村に移転し、中野分署に改称する。
- 1880年11月 - 四日市警察署竹原分署中野交番所に改称する。
- 1881年4月 - 東野村木江に移転し、東野交番所に改称する。
- 1886年6月 - 竹原分署の竹原警察署への昇格に伴い、東野交番所が竹原警察署の管轄下に入る。
- 1886年11月 - 管轄区域変更により東野交番所の管轄が忠海警察署に異動する。
- 1887年10月 - 東野派出所に改称する。
- 1889年5月 - 大崎中野村木之江に移転して中野派出所に改称し、尾道水上警察署木之江分署と併置される。
- 1890年4月 - 中野派出所が廃止され、代わって忠海警察署木之江分署が設置される。
- 1906年3月 - 廃止された忠海警察署御手洗分署の管轄区域も管轄するようになる。
- 1926年7月 - 木之江警察署が設置される。
- 1948年1月 - 豊浜村に自治体警察署が置かれ、廃止された木之江警察署の管轄区域のうち豊浜村を除く地域は国警木之江地区警察署の管轄に入った。
- 1951年10月 - 豊浜村の自治体警察署が廃止され、木之江地区警察署の管轄区域に入る。
- 1954年7月 - 木江警察署に改称する。
- 2009年4月1日 - 広島県の警察署再編により廃止され、豊田郡大崎上島町は竹原警察署、呉市豊浜町，豊町は広警察署の管轄となる。

## 警察署直轄区域
- 豊田郡大崎上島町のうち明石、沖浦、木江

## 駐在所
（）内は所在地（管轄変更前の情報だが変更後も駐在所は存在する）
- 大崎駐在所（豊田郡大崎上島町中野）
  - 豊田郡大崎上島町のうち大串、中野、原田
- 白水（しろみず）駐在所（豊田郡大崎上島町東野）
  - 豊田郡大崎上島町のうち東野（小原、上組、盛谷、下組、白水、矢弓、脇之浦）
- 豊浜駐在所（呉市豊浜町豊島）
  - 呉市のうち豊浜町斎島、豊浜町大浜、豊浜町豊島
- 鮴崎（めばるざき）駐在所（豊田郡大崎上島町東野）
  - 豊田郡大崎上島町のうち東野（生野島、臼島、外表、垂水、左組島、古江、鮴崎）
- 豊駐在所（呉市豊町御手洗）
  - 呉市のうち豊町大長、豊町沖友、豊町久比、豊町御手洗

## 警備艇
- ぬまくま